# Pranzac
Pranzac (Pranzac en limousin, dialecte de l’occitan) est une commune du Sud-Ouest de la France, située dans le département de la Charente (région Nouvelle-Aquitaine).
Ses habitants sont les Pranzacais et les Pranzacaises.

## Géographie

### Localisation et accès
La commune de Pranzac est située 15 km à l'est d'Angoulême et 11 km à l'ouest de Montbron, dans la vallée du Bandiat.
Le bourg de Pranzac est aussi à 8 km au sud de La Rochefoucauld, chef-lieu de son canton.
La route principale traversant la commune d'est en ouest est la D 699, route d'Angoulême à Montbron, qui traverse le Bandiat et dessert le bourg. La D 33, de Marthon et Chazelles à La Rochefoucauld, passe aussi au bourg et longe le Bandiat.
La ligne Angoulême-Limoges traverse l'ouest de la commune et l'ancienne gare du Quéroy-Pranzac est située sur la commune. Les gares les plus proches sont maintenant celle de gare de Ruelle, à 10 km, ou de La Rochefoucauld.

### Hameaux et lieux-dits
Parmi les principaux villages, on peut citer : Marsac, dans le nord de la commune ; Glane, sur la route de Montbron ; Gros Terme, dans le sud, près du Bandiat ; Flamenac, près du bourg ; Chez Maillet ; Chez Monot ; l'Ermitage, à la limite de la commune de Mornac, Luget à l'est, etc..

### Communes limitrophes
|        | Bunzac    |                      |
| Mornac | Pranzac   | Moulins-sur-Tardoire |
|        | Chazelles |                      |

### Géologie et relief
Le terrain est calcaire et date du Jurassique (Bajocien et Callovien à l'est, Oxfordien à l'ouest). Cet ensemble perméable et fissuré forme ce qui s'appelle le karst de La Rochefoucauld. On trouve aussi une petite zone de colluvions, sable plus ou moins argileux, en bordure nord-est de la commune (bois de Combe Brune), dépôt du Tertiaire ou Quaternaire, ainsi qu'une autre zone de colluvions ou alluvions anciennes du Quaternaire, à l'ouest de la vallée du Bandiat (entre chez Monot, Glane et la Pipaudie). La vallée du Bandiat est occupée par des alluvions récentes,,,.
Le relief de la commune est celui d'un plateau bas d'une altitude moyenne de 115 m coupé par la vallée du Bandiat, peu profonde. Le point culminant est à une altitude de 132 m, situé à l'est du bourg, à Flamenac. Le point le plus bas est à 80 m, situé sur le Bandiat à la limite nord de la commune. Le bourg, situé en bord de vallée, est à environ 90 m d'altitude.

### Hydrographie

#### Réseau hydrographique

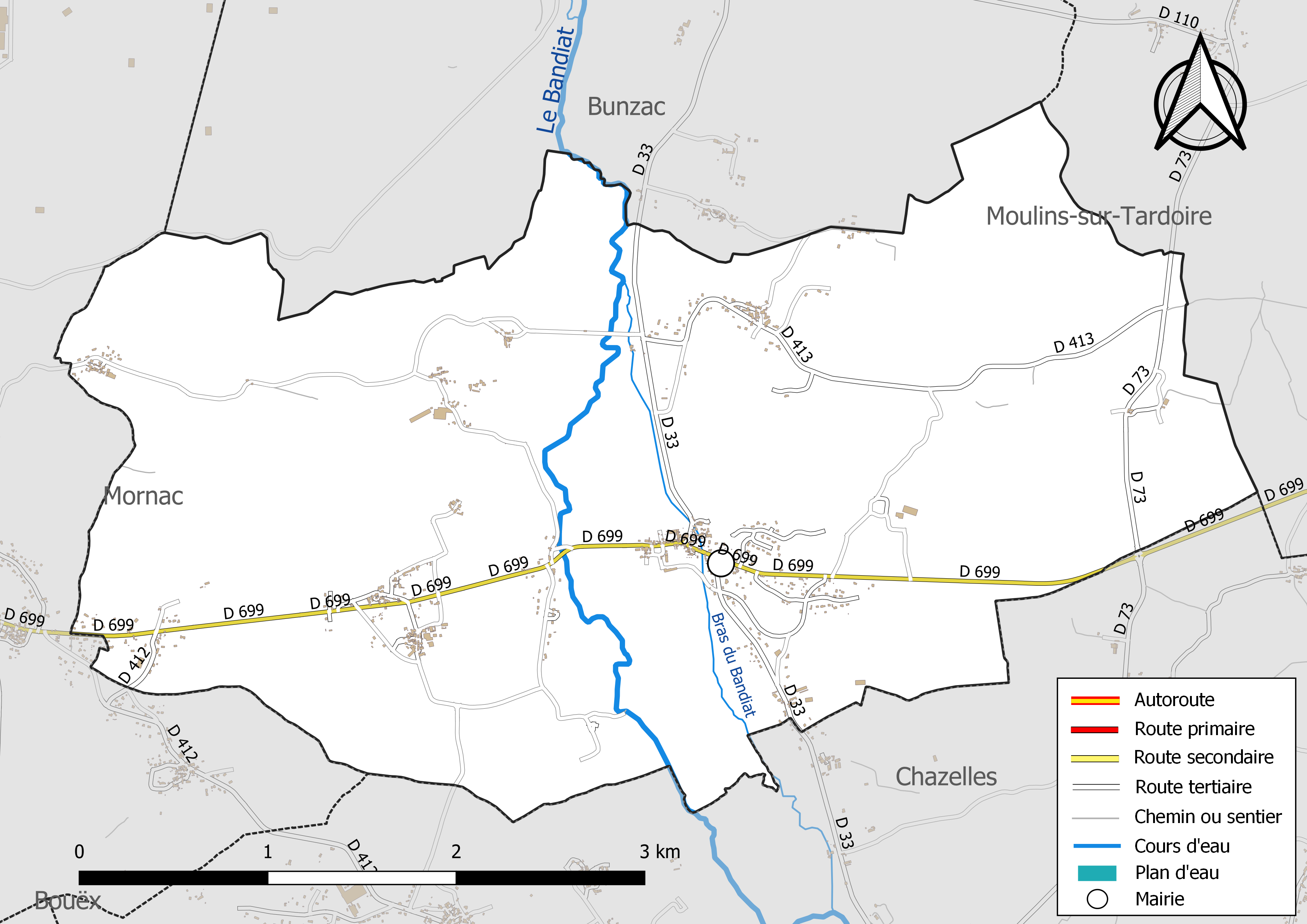
Réseaux hydrographique et routier de Pranzac.

La commune est située dans le bassin versant de la Charente au sein du Bassin Adour-Garonne. Elle est drainée par le Bandiat et, qui constituent un réseau hydrographique de 7 km de longueur totale,.
La commune est située dans le bassin du Bandiat, affluent de la Tardoire et sous-affluent de la Charente, qui la traverse du sud au nord.
Le Bandiat est parfois à sec en été, absorbé dans le karst de La Rochefoucauld qui alimente les sources de la Touvre. Le canal du Bandiat passe au bourg sur la berge orientale de la vallée, alors que le cours traditionnel passe à l'ouest.

#### Gestion des eaux
Le territoire communal est couvert par le schéma d'aménagement et de gestion des eaux (SAGE) « Charente ». Ce document de planification, dont le territoire correspond au bassin de la Charente, d'une superficie de 9 300 km2, a été approuvé le 19 novembre 2019. La structure porteuse de l'élaboration et de la mise en œuvre est l'établissement public territorial de bassin Charente. Il définit sur son territoire les objectifs généraux d’utilisation, de mise en valeur et de protection quantitative et qualitative des ressources en eau superficielle et souterraine, en respect des objectifs de qualité définis dans le troisième SDAGE  du Bassin Adour-Garonne qui couvre la période 2022-2027, approuvé le 10 mars 2022.

### Climat
Comme dans les trois quarts sud et ouest du département, le climat est océanique aquitain.

## Urbanisme

### Typologie
Au 1er janvier 2024, Pranzac est catégorisée commune rurale à habitat dispersé, selon la nouvelle grille communale de densité à 7 niveaux définie par l'Insee en 2022.
Elle est située hors unité urbaine. Par ailleurs la commune fait partie de l'aire d'attraction d'Angoulême, dont elle est une commune de la couronne,. Cette aire, qui regroupe 94 communes, est catégorisée dans les aires de 50 000 à moins de 200 000 habitants,.

### Occupation des sols
L'occupation des sols de la commune, telle qu'elle ressort de la base de données européenne d’occupation biophysique des sols Corine Land Cover (CLC), est marquée par l'importance des territoires agricoles (52,9 % en 2018), une proportion sensiblement équivalente à celle de 1990 (52,6 %). La répartition détaillée en 2018 est la suivante : 
forêts (37,9 %), zones agricoles hétérogènes (31,1 %), prairies (13,9 %), terres arables (7,8 %), zones urbanisées (7,6 %), mines, décharges et chantiers (1,6 %). L'évolution de l’occupation des sols de la commune et de ses infrastructures peut être observée sur les différentes représentations cartographiques du territoire : la carte de Cassini (XVIIIe siècle), la carte d'état-major (1820-1866) et les cartes ou photos aériennes de l'IGN pour la période actuelle (1950 à aujourd'hui).

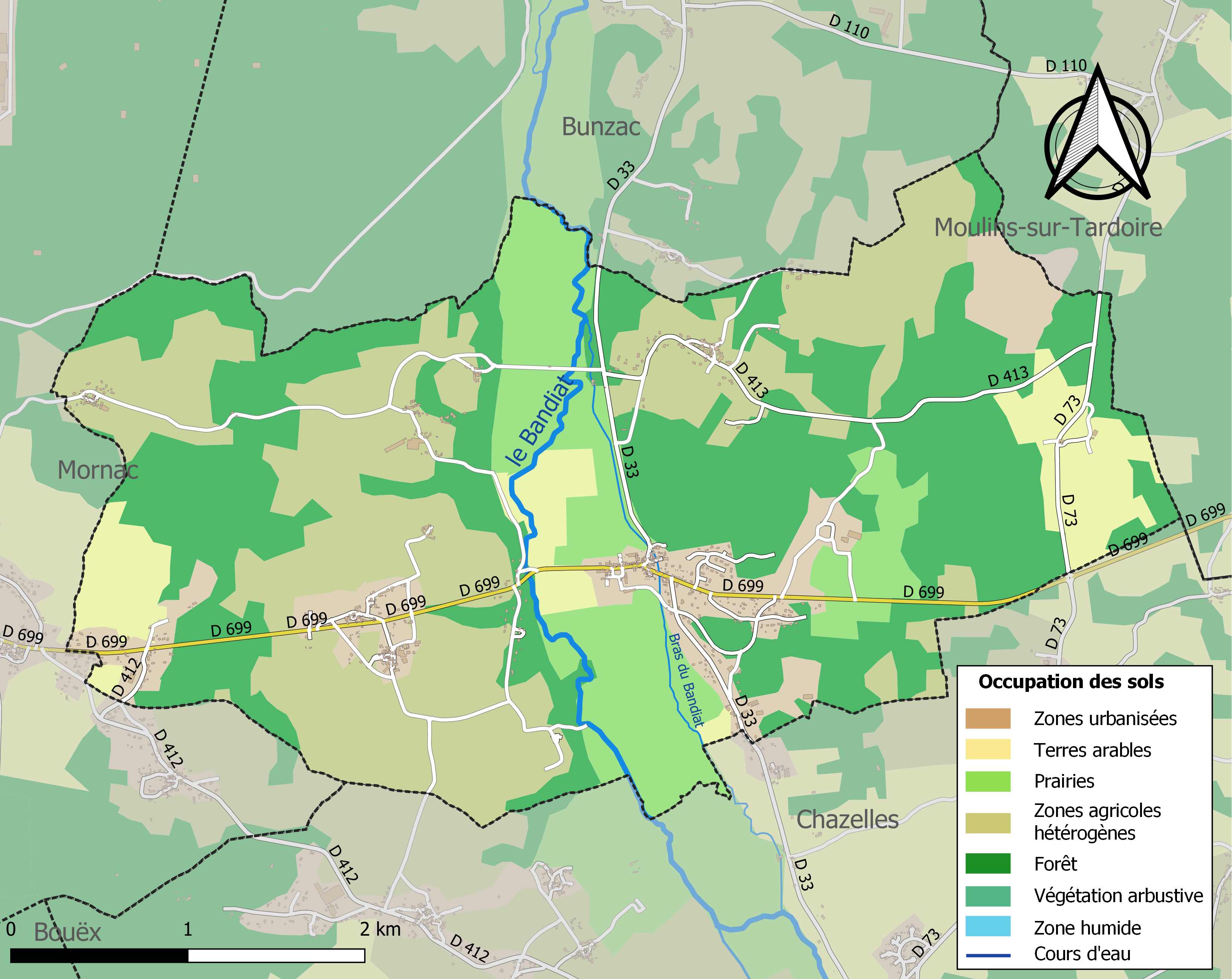
Carte des infrastructures et de l'occupation des sols de la commune en 2018 (CLC).

### Risques majeurs
Le territoire de la commune de Pranzac est vulnérable à différents aléas naturels : météorologiques (tempête, orage, neige, grand froid, canicule ou sécheresse), inondations, feux de forêts et séisme (sismicité faible). Il est également exposé à un risque technologique,  le transport de matières dangereuses. Un site publié par le BRGM permet d'évaluer simplement et rapidement les risques d'un bien localisé soit par son adresse soit par le numéro de sa parcelle.

#### Risques naturels
Certaines parties du territoire communal sont susceptibles d’être affectées par le risque d’inondation par débordement de cours d'eau, notamment le Bandiat. La commune a été reconnue en état de catastrophe naturelle au titre des dommages causés par les inondations et coulées de boue survenues en 1982, 1983, 1993, 1999 et 2009,.
Pranzac est exposée au risque de feu de forêt du fait de la présence sur son territoire des forêts domaniales de Bois Blanc et de la Braconne. Un plan départemental de protection des forêts contre les incendies (PDPFCI) a été élaboré pour la période 2017-2026, faisant suite à un plan 2007-2016. Les mesures individuelles de prévention contre les incendies sont précisées par divers arrêtés préfectoraux et s’appliquent dans les zones exposées aux incendies de forêt et à moins de 200 mètres de celles-ci. L’arrêté du 3 mai 2016 règlemente l'emploi du feu en interdisant notamment d’apporter du feu, de fumer et de jeter des mégots de cigarette dans les espaces sensibles et sur les voies qui les traversent sous peine de sanctions. L'arrêté du 27 décembre 2019 rend le débroussaillement obligatoire, incombant au propriétaire ou ayant droit,,,.

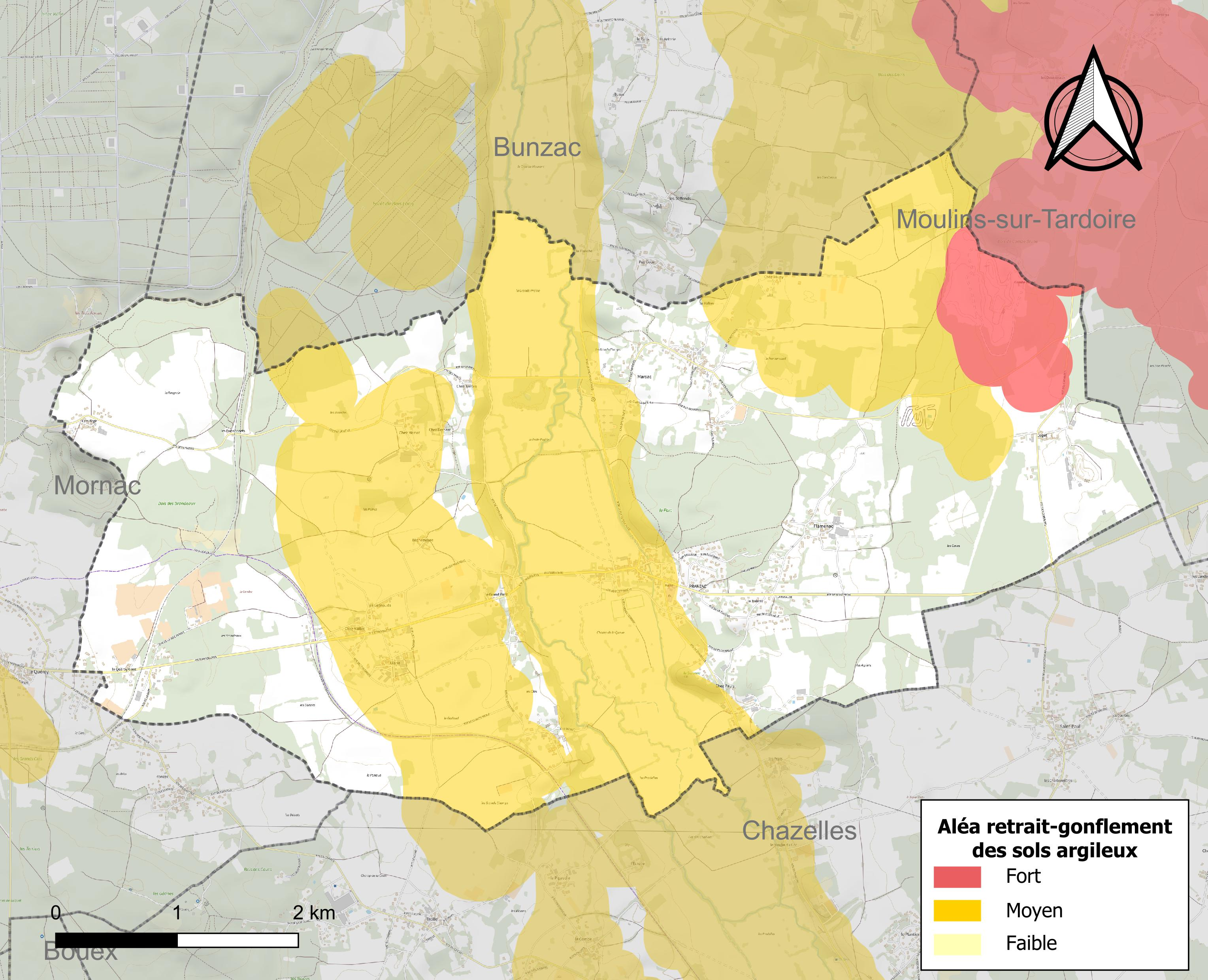
Carte des zones d'aléa retrait-gonflement des sols argileux de Pranzac.

Le retrait-gonflement des sols argileux est susceptible d'engendrer des dommages importants aux bâtiments en cas d’alternance de périodes de sécheresse et de pluie. 49,4 % de la superficie communale est en aléa moyen ou fort (67,4 % au niveau départemental et 48,5 % au niveau national). Sur les 441 bâtiments dénombrés sur la commune en 2019,  202 sont en aléa moyen ou fort, soit 46 %, à comparer aux 81 % au niveau départemental et 54 % au niveau national. Une cartographie de l'exposition du territoire national au retrait gonflement des sols argileux est disponible sur le site du BRGM,.
Par ailleurs, afin de mieux appréhender le risque d’affaissement de terrain, l'inventaire national des cavités souterraines permet de localiser celles situées sur la commune.
Concernant les mouvements de terrains, la commune a été reconnue en état de catastrophe naturelle au titre des dommages causés par la sécheresse en 2010 et 2011 et par des mouvements de terrain en 1999.

#### Risques technologiques
Le risque de transport de matières dangereuses sur la commune est lié à sa traversée par une ou des infrastructures routières ou ferroviaires importantes ou la présence d'une canalisation de transport d'hydrocarbures. Un accident se produisant sur de telles infrastructures est susceptible d’avoir des effets graves sur les biens, les personnes ou l'environnement, selon la nature du matériau transporté. Des dispositions d’urbanisme peuvent être préconisées en conséquence.

## Toponymie
Les formes anciennes sont Pranzac en 1142, Pranzaco, Pranziaco en 1293.
D'après A. Dauzat, le nom de Pranzac remonterait à un nom de personne gallo-romain Primius auquel est apposé le suffixe -acum, ce qui correspondrait à Primiacum, « domaine de Primius ». Preignac (Gironde), Pringé (Sarthe), etc. ont cette même étymologie, mais leurs formes anciennes se rapprochent bien plus de Primius. On peut aussi supposer un nom d'origine gauloise Branciacum; en effet branco- est un thème de nom gaulois,.

### Dialecte
La commune est dans la partie occitane de la Charente qui en occupe le tiers oriental, et le dialecte est limousin. 
Elle se nomme Pranzac en occitan.

## Histoire
Pranzac était situé sur la voie antique supposée gallo-romaine d'Angoulême à Limoges, appelée chemin des Anglais qui passait par le Quéroy et Vilhonneur.
Un sarcophage du Ve ou VIe siècle témoigne de l'ancienneté de l'occupation.
L'église, autrefois collégiale, date de l'époque romane. Au XVIe siècle, une chapelle de la Renaissance a été construite par Catherine de Clermont, dame de Pranzac.
La lanterne des morts du XIIIe siècle surplombe l'ancien cimetière transformé aujourd'hui en place.
Au cours du Moyen Âge, Pranzac se trouvait sur un itinéraire secondaire est-ouest fréquenté par les pèlerins qui allaient au sanctuaire de Saint-Jacques-de-Compostelle et aux reliques de saint Eutrope à Saintes; il reliait le Limousin à Saintes par Montbron et Angoulême. Une autre voie plus au nord passait par La Rochefoucauld.
Flamenac, à 300 m à l'est du bourg, était un maine et fief important de la paroisse, que l'évêque d'Angoulême arrente en 1452 car ruiné et abandonné à la suite de la guerre de Cent Ans.
Les registres de l'état civil remontent à 1619.
Le hameau de Luget était une des plus anciennes possessions de l'abbaye de Grosbot. Une chapelle y avait été construite en 1121, avec l'autorisation de l'évêque Girard. Cette chapelle devint le siège d'un prieuré, transformé en cénobie vers l'an 1160 ; cet établissement ne subsista que peu de temps.
Le château de Pranzac date du XVe siècle. Il dépendait de la châtellenie de La Rochefoucauld. En 1666, Alexandre Redon, marquis de Pranzac, en était propriétaire. En 1682, sa fille, Marie-Barbe-Françoise Dreux Redon de Salens, épouse François de Pérusse, comte des Cars et de Saint-Bonnet,. Le comte des Cars possédait aussi le logis de Chez Monot, qui était la métairie du château. À la Révolution, le comte des Cars émigra et ses biens furent vendus comme biens nationaux. Le château fut abandonné et ruiné.
Bèchemoure était aussi le siège d'un petit fief avec un château construit au XVe siècle. Mais celui-ci fut pris et rasé par le comte des Cars, seigneur de Pranzac, à la suite d'un litige avec le seigneur de Bèchemoure.
Pendant la première moitié du XXe siècle, la commune était desservie par la petite ligne ferroviaire d'intérêt local à voie métrique des Chemins de fer économiques des Charentes allant d'Angoulême à Roumazières par Montbron appelée le Petit Mairat; une station était située au bourg. La gare du Quéroy-Pranzac, située dans l'ouest de la commune, était la bifurcation entre la ligne d'Angoulême à Limoges et la ligne de Thiviers se dirigeant vers Nontron.
Au tout début du XXe siècle, l'industrie était représentée par deux moulin sur le Bandiat, dont l'un à cylindres, et par les carrières de pierre de taille de Luget et de Combe Brune. L'élevage de bœufs et de porcs alimentait les foires de La Rochefoucauld, Montbron, et celles de Pranzac qui se tenaient le 12 de chaque mois.

## Politique et administration
| Période                                  | Période  | Identité                  | Étiquette | Qualité                     |
| ---------------------------------------- | -------- | ------------------------- | --------- | --------------------------- |
| Les données manquantes sont à compléter. |          |                           |           |                             |
| 1944                                     | 1947     | Joseph Dallay (1899-1956) |           | Boulanger, ancien résistant |
| 1983                                     | 2008     | René Pichon               |           |                             |
| 2008                                     | 2014     | Jacky Terrade             | PS        | Retraité                    |
| 2014                                     | 2020     | Jean-Louis Lac            |           | Chef d'entreprise           |
| 2020                                     | En cours | Bernard Terrade           |           |                             |

## Démographie

### Évolution démographique
L'évolution du nombre d'habitants est connue à travers les recensements de la population effectués dans la commune depuis 1793. Pour les communes de moins de 10 000 habitants, une enquête de recensement portant sur toute la population est réalisée tous les cinq ans, les populations de référence des années intermédiaires étant quant à elles estimées par interpolation ou extrapolation. Pour la commune, le premier recensement exhaustif entrant dans le cadre du nouveau dispositif a été réalisé en 2008.

En 2022, la commune comptait 885 habitants, en évolution de −2,53 % par rapport à 2016 (Charente : −0,48 %, France hors Mayotte : +2,11 %).
| 1793 | 1800 | 1806 | 1821 | 1831 | 1841 | 1846 | 1851 | 1856 |
| ---- | ---- | ---- | ---- | ---- | ---- | ---- | ---- | ---- |
| 617  | 574  | 687  | 741  | 760  | 768  | 766  | 799  | 795  |

| 1861 | 1866 | 1872 | 1876 | 1881 | 1886 | 1891 | 1896 | 1901 |
| ---- | ---- | ---- | ---- | ---- | ---- | ---- | ---- | ---- |
| 784  | 751  | 677  | 713  | 736  | 758  | 734  | 710  | 659  |

| 1906 | 1911 | 1921 | 1926 | 1931 | 1936 | 1946 | 1954 | 1962 |
| ---- | ---- | ---- | ---- | ---- | ---- | ---- | ---- | ---- |
| 640  | 671  | 641  | 565  | 569  | 614  | 594  | 578  | 662  |

| 1968 | 1975 | 1982 | 1990 | 1999 | 2006 | 2008 | 2013 | 2018 |
| ---- | ---- | ---- | ---- | ---- | ---- | ---- | ---- | ---- |
| 629  | 667  | 790  | 874  | 792  | 876  | 900  | 910  | 898  |

| 2022 | - | - | - | - | - | - | - | - |
| ---- | - | - | - | - | - | - | - | - |
| 885  | - | - | - | - | - | - | - | - |

### Pyramide des âges
En 2018, le taux de personnes d'un âge inférieur à 30 ans s'élève à 27,7 %, soit en dessous de la moyenne départementale (30,2 %). À l'inverse, le taux de personnes d'âge supérieur à 60 ans est de 29,4 % la même année, alors qu'il est de 32,3 % au niveau départemental.
En 2018, la commune comptait 457 hommes pour 441 femmes, soit un taux de 50,89 % d'hommes, largement supérieur au taux départemental (48,41 %).
Les pyramides des âges de la commune et du département s'établissent comme suit.
| Hommes | Classe d’âge | Femmes |
| ------ | ------------ | ------ |
| 0,0    | 90 ou +      | 1,1    |
| 7,0    | 75-89 ans    | 10,0   |
| 20,4   | 60-74 ans    | 20,4   |
| 24,1   | 45-59 ans    | 26,5   |
| 17,5   | 30-44 ans    | 17,7   |
| 11,4   | 15-29 ans    | 10,2   |
| 19,7   | 0-14 ans     | 14,1   |

| Hommes | Classe d’âge | Femmes |
| ------ | ------------ | ------ |
| 1      | 90 ou +      | 2,7    |
| 9,2    | 75-89 ans    | 12     |
| 20,6   | 60-74 ans    | 21,3   |
| 20,7   | 45-59 ans    | 20,3   |
| 16,8   | 30-44 ans    | 16     |
| 15,6   | 15-29 ans    | 13,4   |
| 16,1   | 0-14 ans     | 14,3   |

## Économie

### Agriculture
La viticulture occupe une petite partie de l'activité agricole. La commune est située dans les Bons Bois, dans la zone d'appellation d'origine contrôlée du cognac.

## Équipements, services et vie locale

### Enseignement
L'école est un RPI entre Bunzac et Pranzac, qui accueillent chacune une école élémentaire. L'école de Pranzac, située au bourg, accueille deux classes pour des élèves allant de la grande section au CE1. Le secteur du collège est La Rochefoucauld.

## Lieux et monuments

### Patrimoine religieux

#### Lanterne des morts

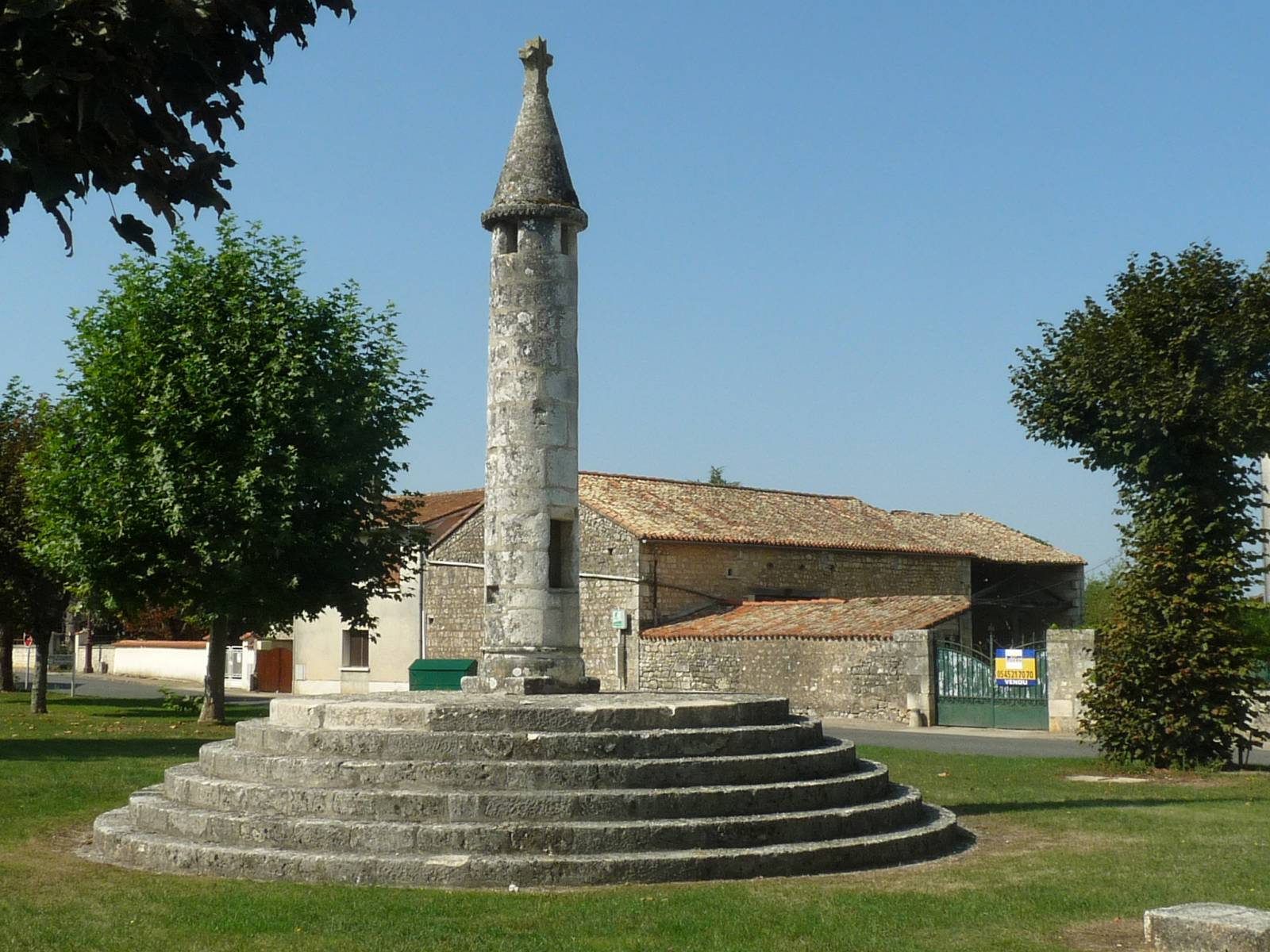
La lanterne des morts.

La principale curiosité de Pranzac est sa lanterne des morts qui domine l'ancien cimetière, aujourd'hui transformé en place publique. Cette lanterne remonte au XIIe siècle. C'est une colonne évidée de près de sept mètres de hauteur, percée dans le haut de petites fenêtres donnant passage à la lumière. Il n'existe dans le département de la Charente que quelques lanternes des morts : celle de Pranzac, celle de Cellefrouin, de Brigueuil, de Montbron (XIXe siècle). Elle est classée monument historique depuis 1905.

#### Église Saint-Cybard
L'église paroissiale, autrefois collégiale Saint-Cybard, date de l'époque romane. On y remarque au sud une chapelle seigneuriale, avec voûtes à clés pendantes d'époque Renaissance, construite au XVIe siècle, vers 1530, vraisemblablement par Catherine de Clermont-Dampierre (l'écusson figurant sur les clés principales étant celui des Clermont-Dampierre). La voûte est à deux travées, chacune à huit nervures se rejoignant à cinq clefs de voûte. Deux de ces clefs sont à pendentifs, d'une exécution  artistique et d'un fini remarquables. L'une d'elles porte l'écusson de la fondatrice. La partie orientale de la chapelle est inscrite monument historique depuis 1938,.
L'église possède aussi un fer à hosties du XIVe siècle classé au titre objet, ainsi qu'un tableau de saint Cybard en habit d'évêque devant la ville d'Angoulême, datant de 1810.

L'église Saint-Cybard
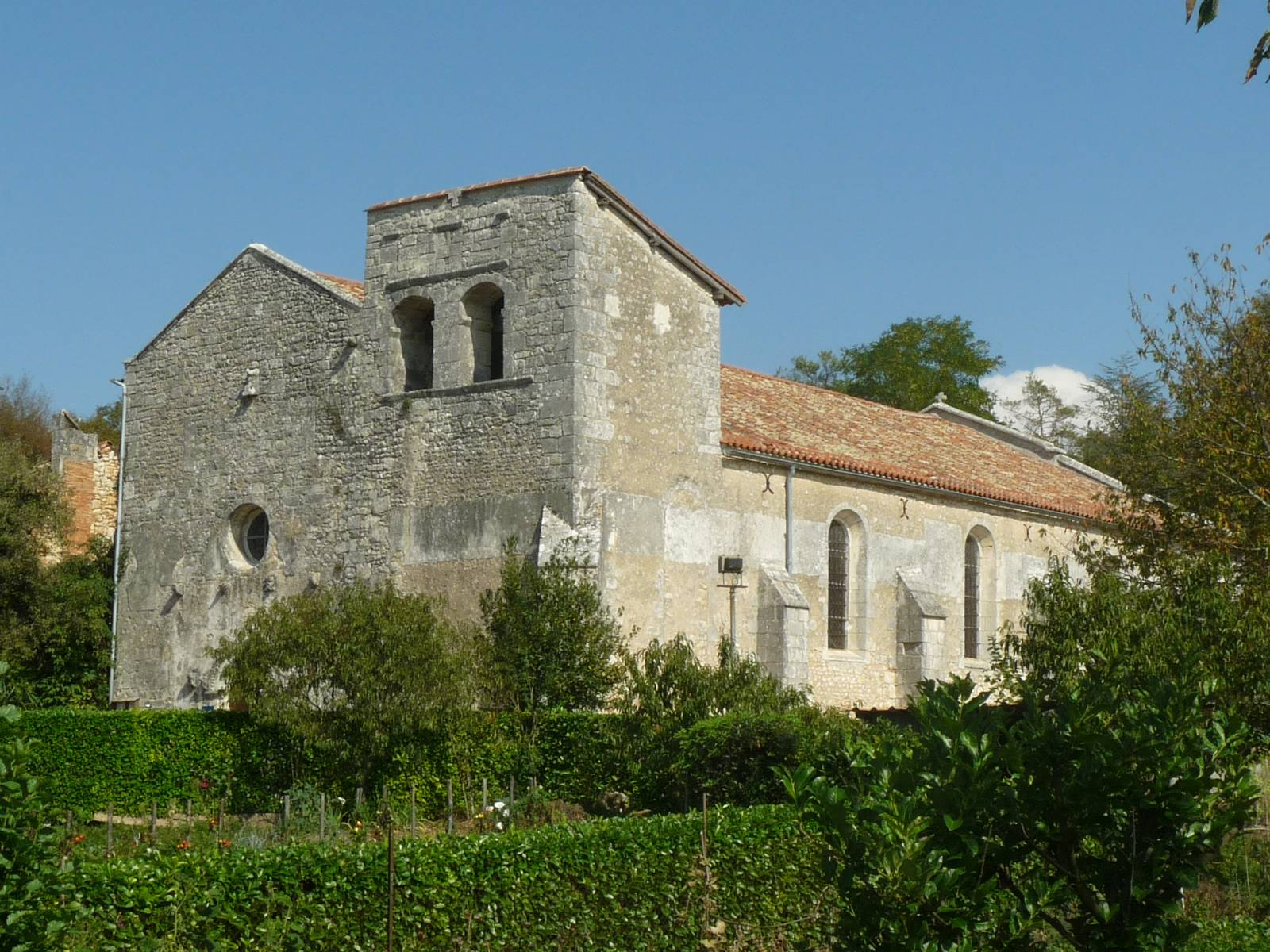
Vue générale extérieure.
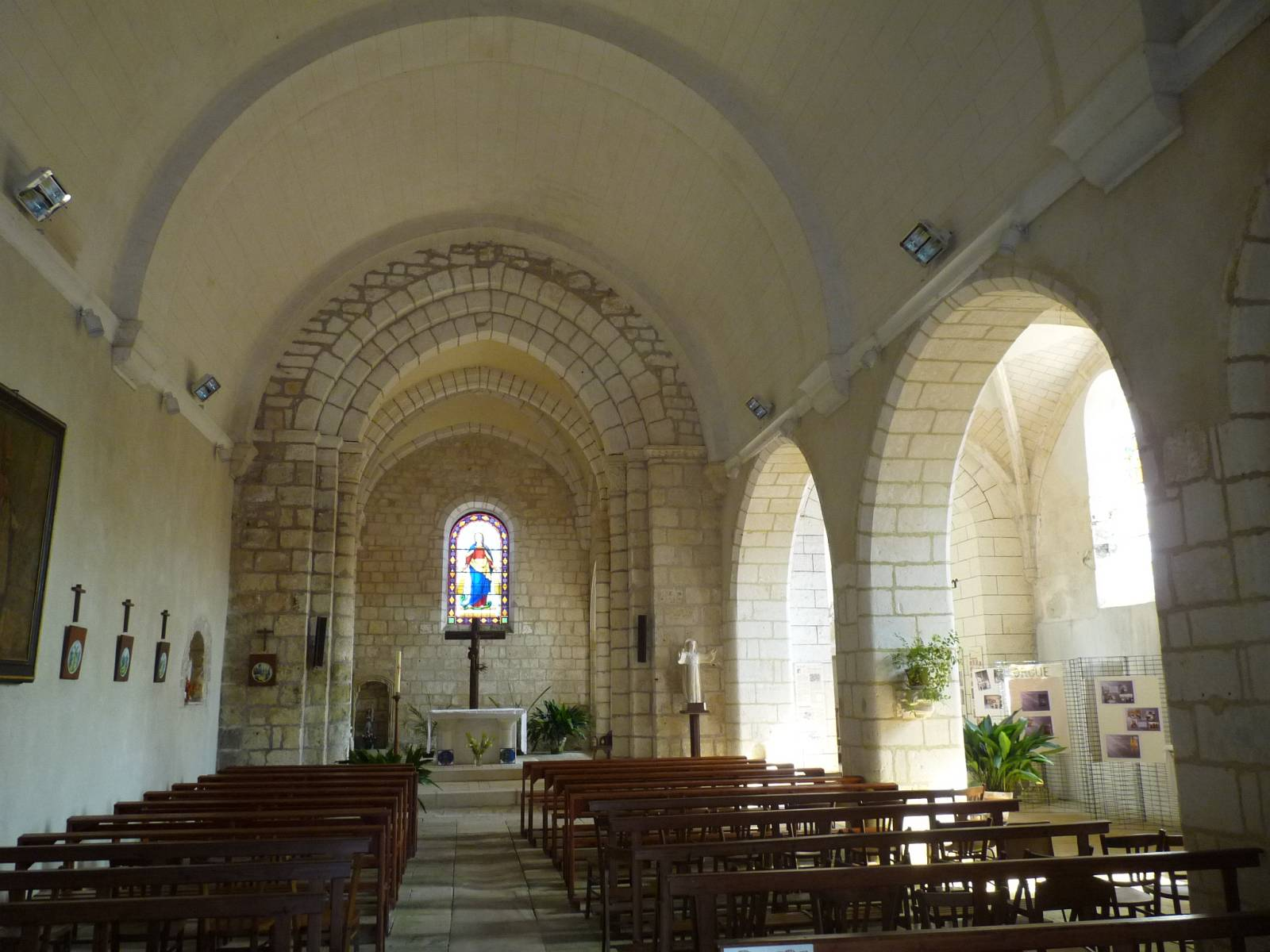
L'intérieur; la chapelle Renaissance est au fond à droite.
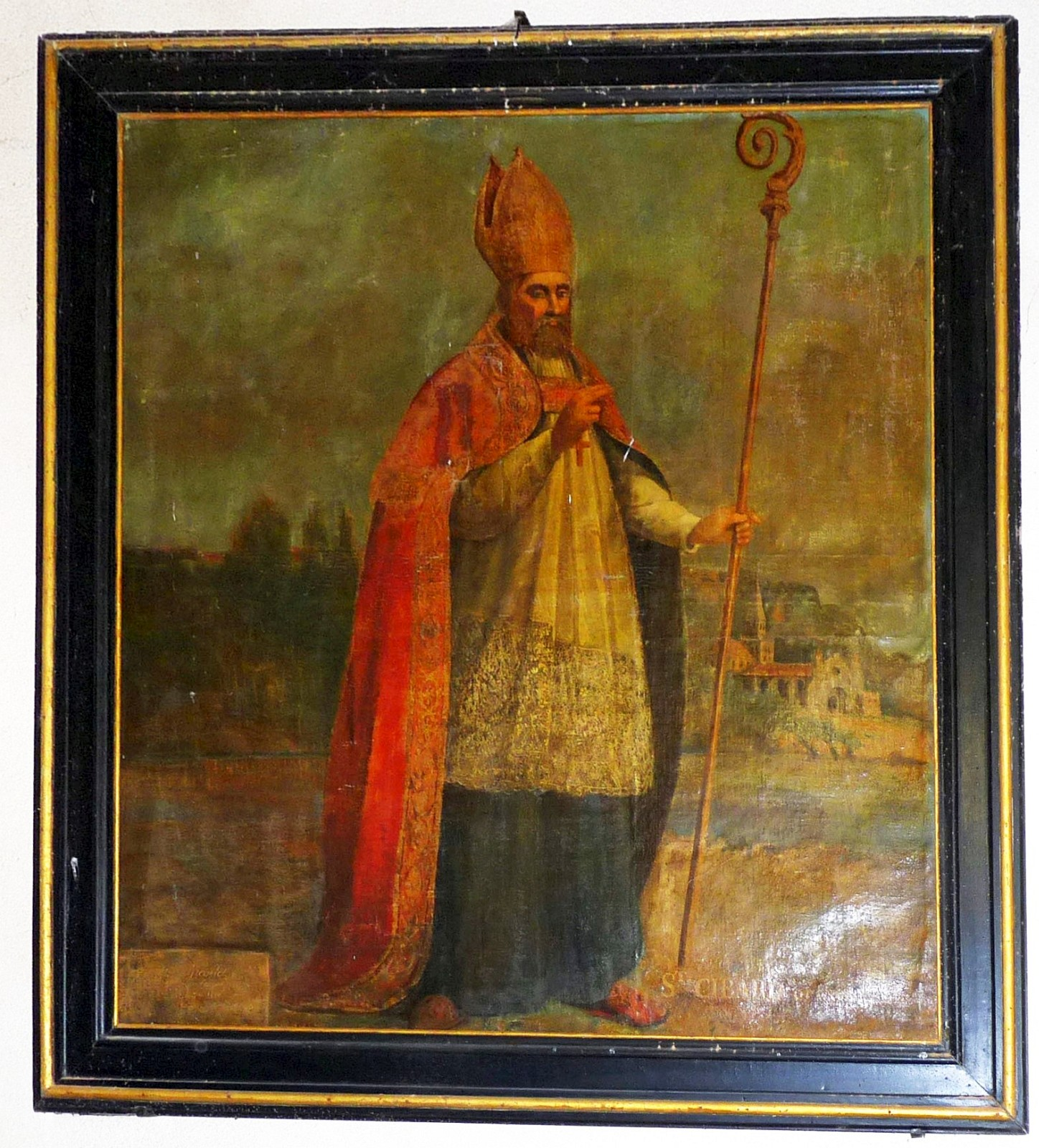
Tableau de saint Cybard.
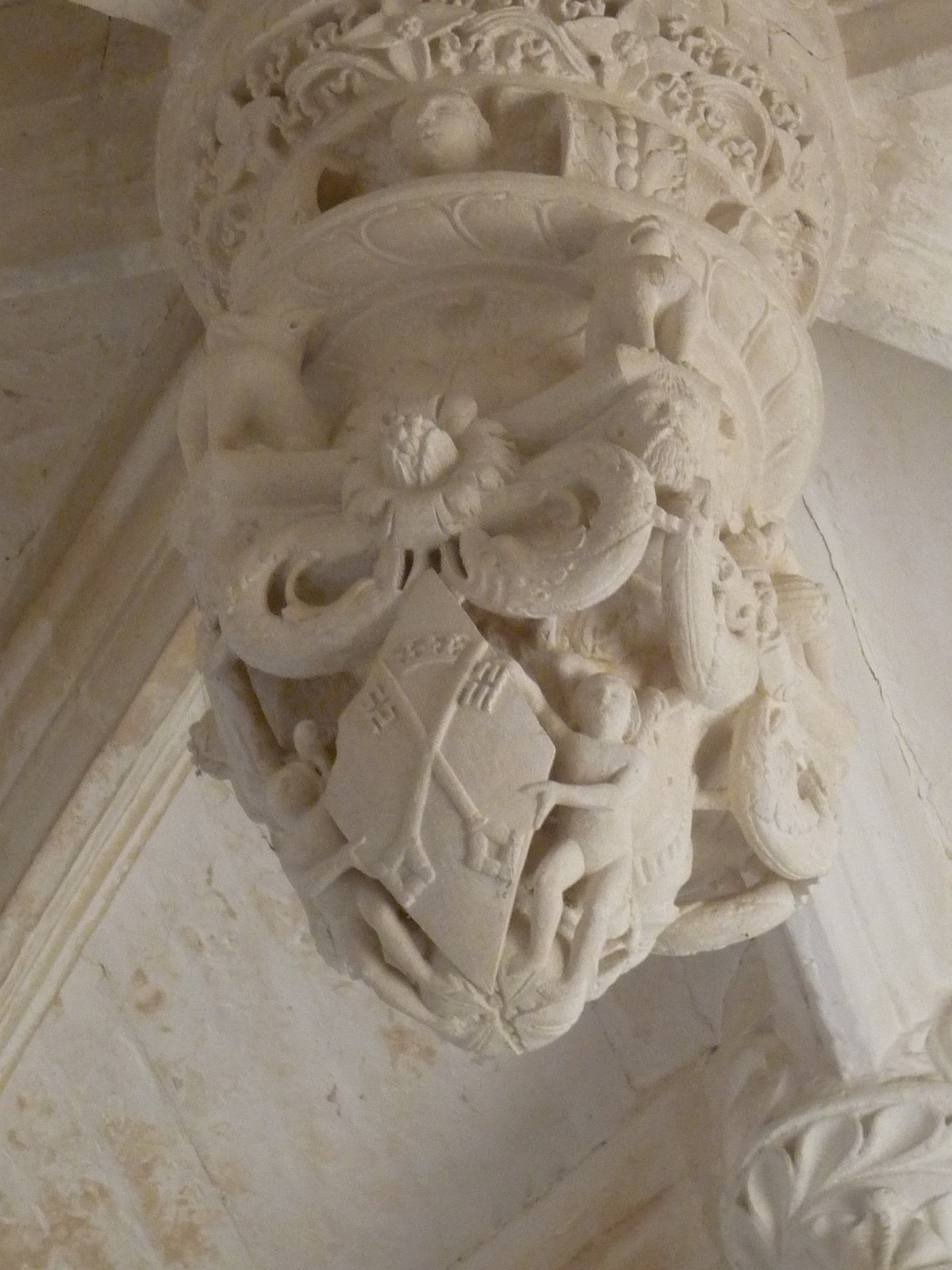
Clé de voûte de la chapelle Renaissance.

### Patrimoine civil

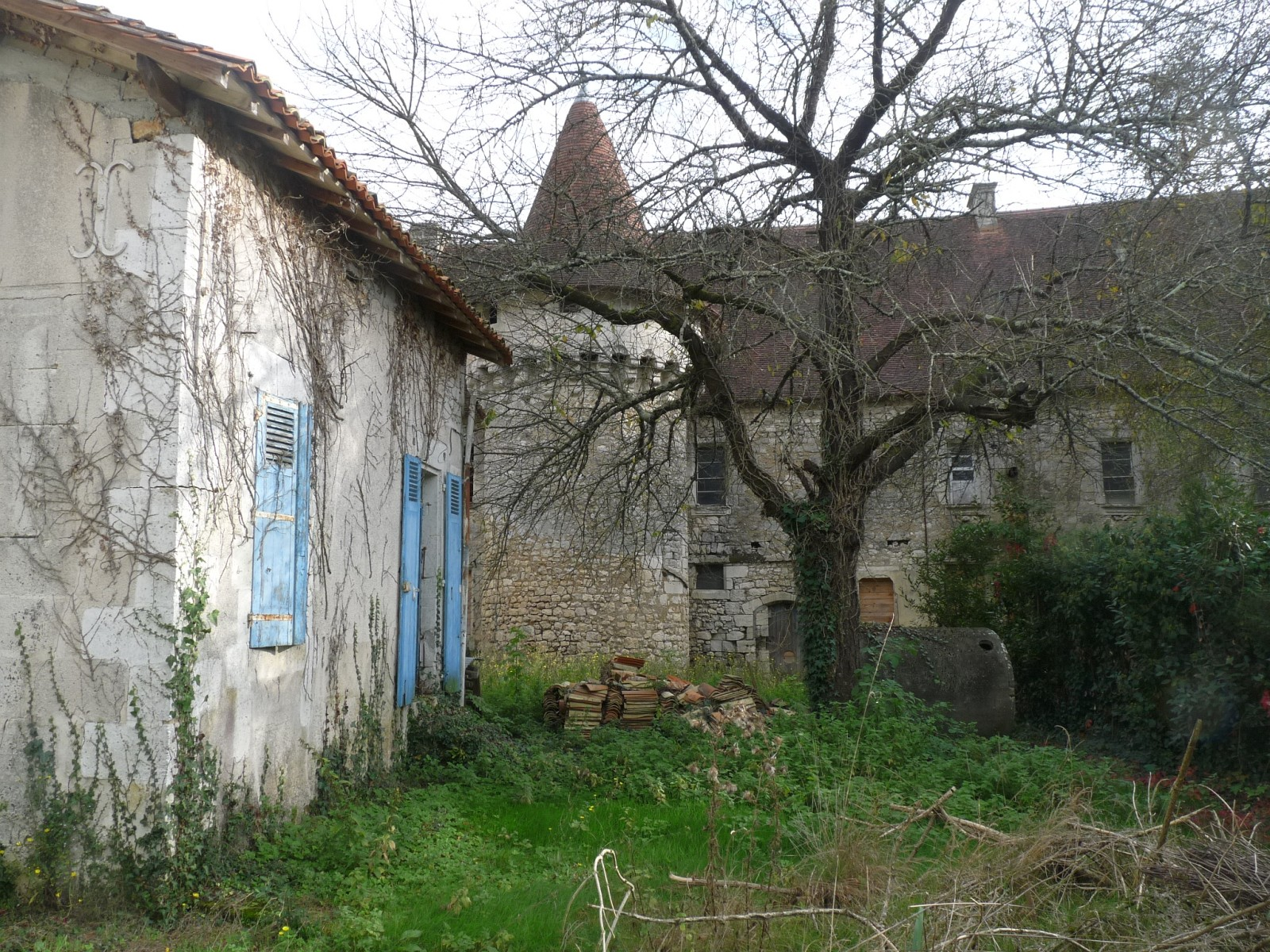
L'ancien logis et une tour.

#### Ancien château
Vestiges du château féodal des comtes des Cars : les tours du XVe siècle. En cours de restauration, son accès est impossible. 

#### Logis seigneurial
Le logis seigneurial a été construit par Catherine de Clermont-Dampierre au XVIe siècle. Il jouxte le château et est proche de l'église. Il comprend un logis, et une recette pour stocker les récoltes de 700 m2; il est assez bien conservé, sauf sa façade sud,.

#### Moulin banal
Ancien moulin banal, au bourg, situé près du château, restauré en 1980. Enjambant le Bandiat, il occupe la tour ouest du château qui a été arrasée à la hauteur d'un étage.

#### Maison de l'abbé Roux
Ancienne maison située à 30 m de la lanterne des morts dont il subsiste une tourelle, dans la cour d'une maison. Dans cette maison a vécu l'abbé révolutionnaire Jacques Roux, qui a mené Louis XVI à l'échafaud.

#### Grange dîmière
À Bèchemoure, on peut voir une ancienne grange dîmière appelée localement Maison de la Dîme, surmontée d'une croix en pierre.

#### Maison du patrimoine
C'est une ancienne maison d'une seule pièce principale construite au XVIe siècle et ayant servi de bourrellerie au XXe siècle. Elle est devenue « maison du patrimoine » en 2020.

### Patrimoine environnemental

#### Voie verte
L'ancienne voie ferrée d'Angoulême à Nontron a été aménagée en piste cyclable dans sa partie charentaise.

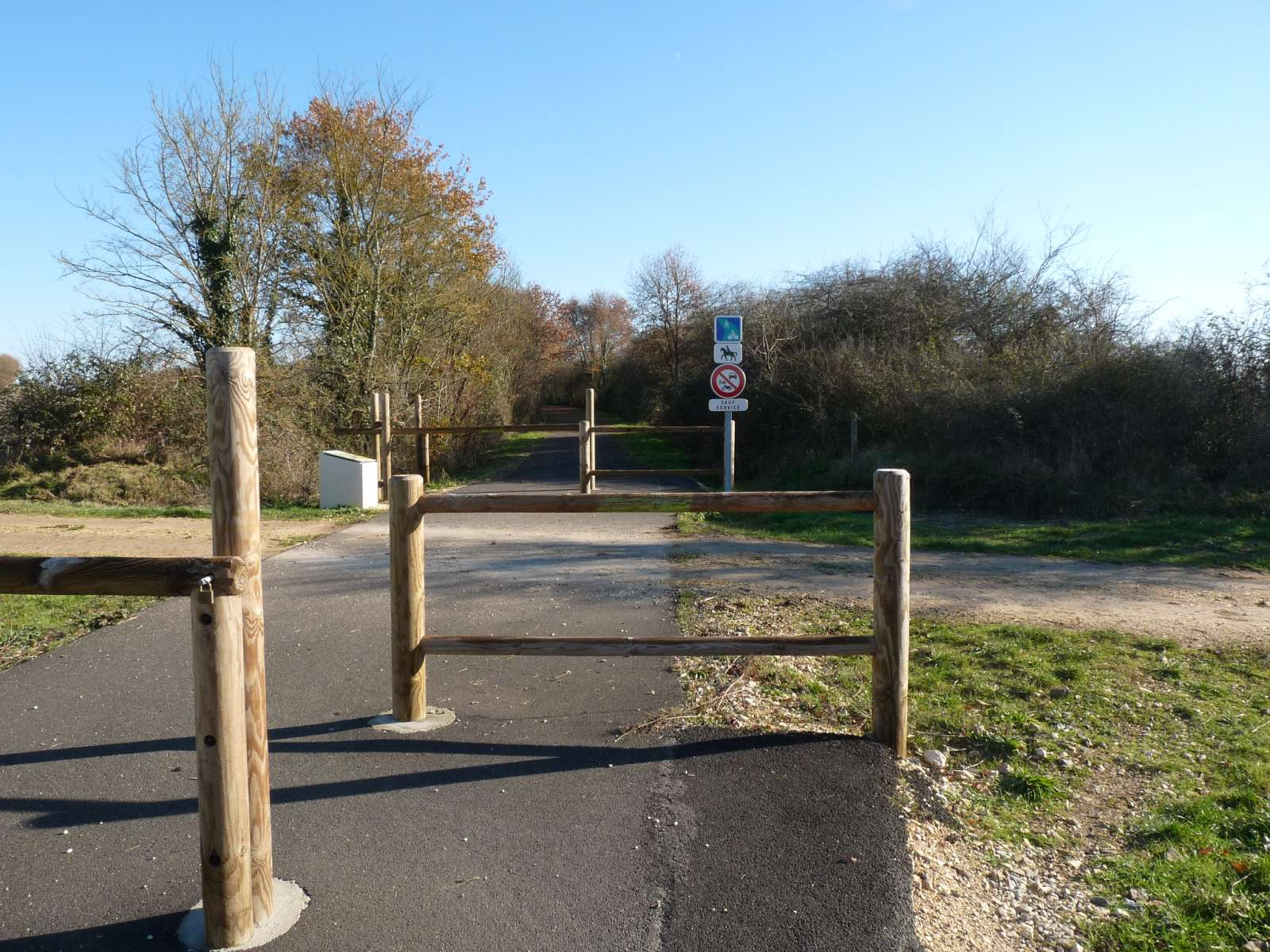
La piste cyclable près de Glane.
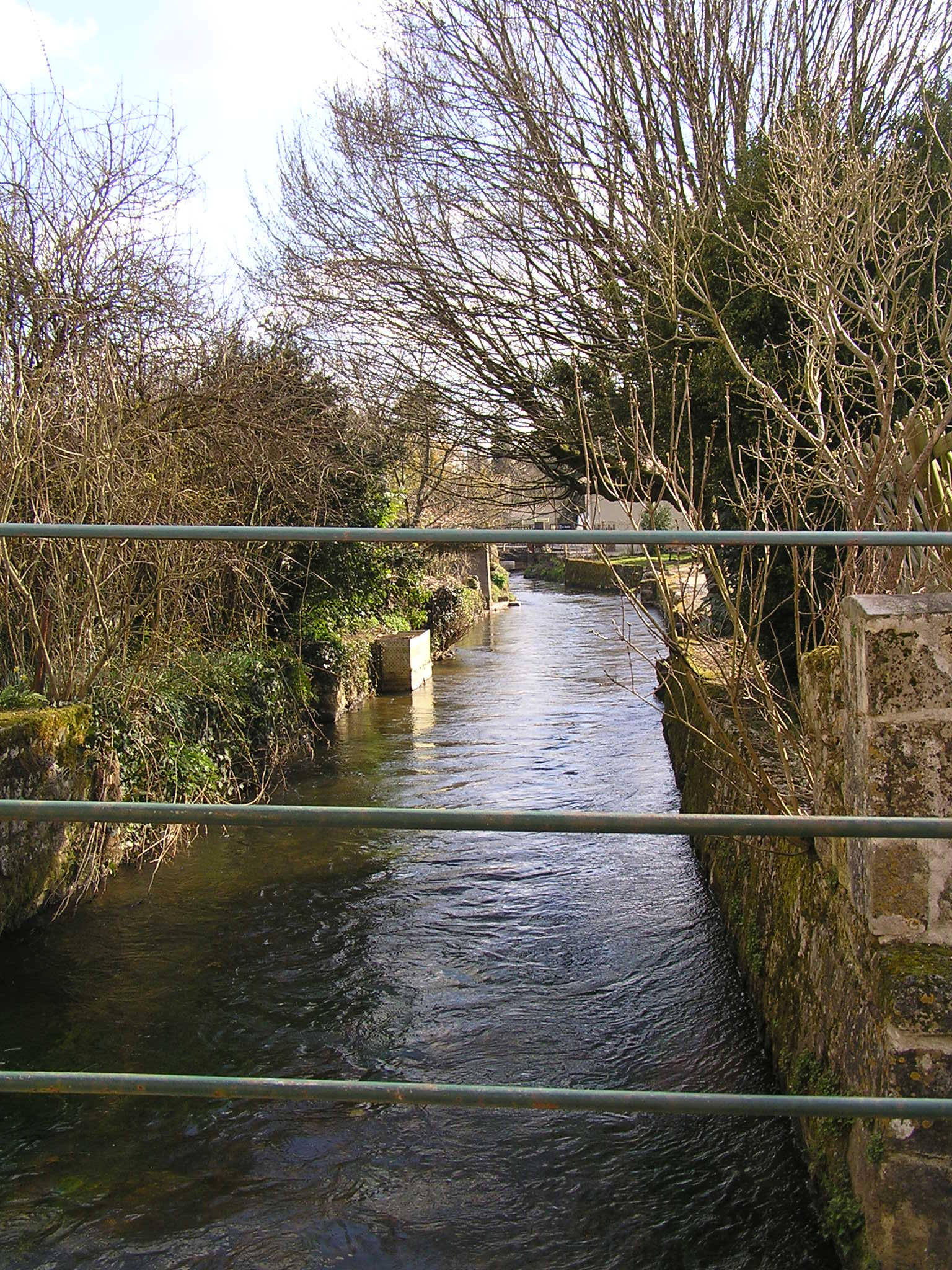
Le Bandiat traversant le bourg.

#### Sentiers de grande randonnée
Le GR 4, sentier de Royan à Grasse, traverse aussi le centre de la commune et passe par le bourg.
Le GR 36 de la Manche aux Pyrénées-Orientales, passe à l'ouest de la commune.

## Personnalités liées à la commune
- Jacques Roux (1752 - 1794), né à Pranzac. Prêtre révolutionnaire et pionnier du socialisme. Principal meneur avec Jean-François Varlet du parti des Enragés pendant la Terreur de 1793-1794.
- Eddy Harris, écrivain américain né en 1956 à Indianapolis, habite à Pranzac depuis 2005[55].